# Konstantínos Kentéris
Konstantínos Kentéris ou Konstadínos Kedéris (en grec Κωνσταντίνος Κεντέρης), ou Kóstas Kentéris (Κώστας Κεντέρης) est un athlète grec né le 11 juillet 1973 à Mytilène. Il est un spécialiste du 200 m et a été suspendu de 2004 à 2006 pour s’être soustrait à un contrôle antidopage avec sa partenaire d'entraînement quelques jours avant l'ouverture des Jeux olympiques d'Athènes.

## Carrière
Aux Jeux olympiques d'été de Sydney en 2000, lors des quarts de finale, il établit un nouveau record de Grèce en 20 s 14. En demi-finale, il réalise 20 s 20 et termine premier de sa course, se qualifiant à la surprise générale en finale. En finale, il a le meilleur temps de réaction avec 163 ms, il débouche quatrième à la sortie du virage mais réussit à remonter tous ses concurrents pour franchir le premier la ligne d'arrivée en 20 s 09, nouveau record national et obtient le premier titre olympique grec en athlétisme depuis les Jeux de 1896, devant Darren Campbell et Ato Boldon. L'année suivante en 2001 à Edmonton, il remporte également le titre de champion du monde, sur la même distance ainsi que le titre de champion d'Europe à Munich un an après, en améliorant ultérieurement son temps en 19 s 85, son actuel record personnel.
Aux Jeux olympiques d'Athènes en 2004, Kentéris est l'un des plus grands espoirs de la Grèce. Cependant, Kentéris et sa partenaire d'entraînement Ekateríni Thánou ne se présentent pas à un contrôle antidopage, prétextant une implication dans un accident de moto. Ils ne se présentent pas non plus devant la commission de discipline et ne participent donc pas aux épreuves et sont alors suspendus jusqu'au 22 décembre 2006. 
Le 10 mai 2011, il a été condamné en première instance à 31 mois de prison avec sursis pour avoir organisé son faux accident de moto pour échapper au test antidopage en 2004. Il est cependant blanchi en appel le 6 septembre 2011, la cause évoquée étant une absence de preuve.

## Palmarès

### International
| Date | Compétition           | Lieu     | Résultat | Performance |
| ---- | --------------------- | -------- | -------- | ----------- |
| 2000 | Jeux olympiques       | Sydney   | 1er      | 20 s 09     |
| 2001 | Championnats du monde | Edmonton | 1er      | 20 s 04     |
| 2001 | Grand Prix            | Athènes  | 1er      | 20 s 10     |
| 2002 | Championnats d'Europe | Munich   | 1er      | 19 s 85     |

| Date | Compétition         | Lieu     | Résultat | Performance |
| ---- | ------------------- | -------- | -------- | ----------- |
| 1993 | Jeux méditerranéens | Narbonne | 1er      | 45 s 70     |

### Divers
- Champion du Monde juniors sur 400 m en 1992
- Coupe d'Europe sur 200 m en 1993 et 2003
- Coupe d'Europe sur 400 m en 1993
- Meetings de Trikala en 2003